# Cissura parallela
Cissura parallela är en fjärilsart som beskrevs av Felder 1874. Cissura parallela ingår i släktet Cissura och familjen björnspinnare. Inga underarter finns listade i Catalogue of Life.